# Jakob Tiedtke
Jakob Karl Heinrich Wilhelm Tiedtke (né le 23 juin 1875 à Berlin, mort le 30 juin 1960 dans la même ville) est un acteur allemand.

## Biographie
Ce fils d'écrivain étudie au Königlichen Schauspielhauses de Berlin. Il fait ses débuts en 1899 et fait partie de l'ensemble du Preußischen Hoftheater.
De 1905 à 1913, il appartient au Deutsches Theater. Il joue ensuite au Deutsches Künstlertheater et au théâtre Lessing puis de 1915 à 1918 au Burgtheater. Jusqu'en 1925, il est dans différents théâtres berlinois et fait partie de 1933 à 1945 de l'ensemble de la Volksbühne Berlin et du Kameradschaft der Deutschen Künstler, association d'artistes soutenant le régime nazi.
Tiedtke commence une carrière au cinéma en 1914. L'acteur imposant est principalement dans des rôles comiques ou bizarres. Il travaille souvent avec Ernst Lubitsch ou Veit Harlan, son ami, pour qui il tourne dans des films de propagande. Plus tard, il incarne les grands-pères. Au total, Tiedtke tourne dans 600 films, dont 71 de propagande nazie. En août 1944, Goebbels le nomme dans la Gottbegnadeten-Liste.
Après la Seconde Guerre mondiale, Tiedtke fonde avec d'autres artistes la "Künstlergemeinschaft Bad Ischl" et tourne deux ans en Autriche. Dans les années 1950, il joue à Munich, Berlin et à Hambourg, au théâtre Thalia.
Tiedtke est un ami du critique Siegfried Jacobsohn. Jusque dans les années 1950, il participe à du théâtre radiophonique, en particulier du RIAS et de la NDWR. Il est marié avec la danseuse Ingrid Peterson.

## Filmographie partielle
- 1913 : Schuldig
- 1915 : Le Golem de Henrik Galeen et Paul Wegener
- 1918 : Le Joueur de flûte de Hamelin
- 1919 : La Poupée d'Ernst Lubitsch
- 1919 : Der Galeerensträfling de Rochus Gliese et Paul Wegener
- 1920 : Les Filles de Kohlhiesel d'Ernst Lubitsch
- 1920 : Romeo und Julia im Schnee
- 1920 : Sumurun d'Ernst Lubitsch
- 1921 : L'Homme sans nom (de)
- 1922 : La Flamme d'Ernst Lubitsch
- 1922 : Sie und die Drei
- 1923 : Der Kaufmann von Venedig de Peter Paul Felner
- 1923 : Die Fledermaus
- 1923 : L'Évasion de Baruch d'Ewald André Dupont
- 1923 : Nanon
- 1923 : L'Expulsion de Friedrich Wilhelm Murnau
- 1924 : Arabella
- 1924 : Par ordre de la Pompadour de Friedrich Zelnik
- 1925 : Rêve de valse
- 1925 : Pietro, der Korsar d'Arthur Robison
- 1926 : Die Mühle von Sanssouci
- 1927 : À huis clos (Unter Ausschluß der Öffentlichkeit) de Conrad Wiene
- 1927 : Dr. Bessels Verwandlung
- 1927 : Gehetzte Frauen
- 1928 : Luther – Ein Film der deutschen Reformation de Hans Kyser
- 1928 : Das Spreewaldmädel
- 1928 : Moral
- 1928 : Don Juan in der Mädchenschule
- 1929 : Die Liebe der Brüder Rott d'Erich Waschneck
- 1929 : Mascottchen
- 1929 : Autobus Nr. 2
- 1930 : Le Concert de flûte de Sans-Souci de Gustav Ucicky
- 1930 : Pension Schöller
- 1931 : Autour d'une enquête de Robert Siodmak
- 1931 : Yorck
- 1931 : Sur le pavé de Berlin
- 1932 : Das Blaue vom Himmel
- 1932 : Mein Freund, der Millionär
- 1932 : Pile ou Face (Das Mädel vom Montparnasse) de Hanns Schwarz
- 1932 : Das Testament des Cornelius Gulden
- 1932 : Strich durch die Rechnung
- 1933 : Saison in Kairo
- 1933 : Heimat am Rhein
- 1933 : Kleiner Mann – was nun? (de)
- 1934 : Fürst Woronzeff d'Arthur Robison
- 1934 : Der Doppelgänger
- 1934 : So ein Flegel
- 1934 : Der Vetter aus Dingsda
- 1934 : Schwarzer Jäger Johanna
- 1934 : Lockvogel
- 1935 : Frischer Wind aus Kanada
- 1935 : Valses sur la Neva
- 1935 : Der junge Graf
- 1935 : L'Oiseleur
- 1936 : Spiel an Bord
- 1937 : Yette la divine
- 1938 : Nanu, Sie kennen Korff noch nicht?
- 1938 : Sans laisser de traces
- 1938 : Sylvesternacht am Alexanderplatz
- 1938 : Cœur immortel
- 1939 : La Lutte héroïque
- 1939 : Le Voyage à Tilsit (en)
- 1940 : Le Juif Süss
- 1941 : Jenny Lind d'Arthur Robison
- 1941 : Le Grand Roi
- 1941 : Le Chemin de la liberté
- 1941 : Frau Luna
- 1943 : Das schwarze Schaf
- 1943 : Famille Buchholz
- 1944 : La Femme de mes rêves
- 1945 : Kolberg de Veit Harlan
- 1945 : Das alte Lied
- 1945 : Shiva und die Galgenblume
- 1948 : Morgen ist alles besser
- 1949 : Hans im Glück
- 1950 : Es begann um Mitternacht
- 1951 : Unsterbliche Geliebte
- 1951 : Das seltsame Leben des Herrn Bruggs
- 1951 : Durch Dick und Dünn
- 1951 : Königin einer Nacht
- 1952 : Hanna Amon (en)
- 1952 : Pour l'amour d'une femme
- 1953 : Die blaue Stunde
- 1953 : Ne craignez pas les grosses bêtes d'Ulrich Erfurth
- 1953 : Damenwahl
- 1954 : Raub der Sabinerinnen
- 1954 : Émile et les Détectives de Robert Adolf Stemmle
- 1954 : Éternel Amour de Wolfgang Liebeneiner
- 1955 : Urlaub auf Ehrenwort

## Source de la traduction
- (de) Cet article est partiellement ou en totalité issu de l’article de Wikipédia en allemand intitulé « Jakob Tiedtke » (voir la liste des auteurs).